# Hữu Lũng (xã)
Hữu Lũng là một xã của tỉnh Lạng Sơn, Việt Nam. 
Xã Hữu Lũng được thành lập ngày 1 tháng 7 năm 2025 sau khi sắp xếp thị trấn Hữu Lũng, xã Đồng Tân và xã Hồ Sơn, huyện Hữu Lũng.

## Lịch sử
Ngày 19 tháng 01 năm 1965, thị trấn Hữu Lũng được thành lập theo Quyết định số 17-NV của Bộ Nội vụ, gồm các xóm An Ninh, Tân Lập, Cầu Mười và khu nhà Trạm, nhà Thờ cũ thuộc xóm Gai của xã Sơn Hà; xóm Tân Mỹ, xóm Na Đâu của xã Đồng Tân thuộc huyện Hữu Lũng. Sau thời gian sắp xếp bộ máy chính quyền, ngày 30 tháng 5 năm 1965 huyện Hữu Lũng tổ chức công bố Quyết định về việc thành lập thị trấn Hữu Lũng gồm có 05 khu phố là: Khu An Ninh (gồm khu An Ninh, nhà Trạm, nhà Thờ), khu Tân Lập, khu Cầu Mười, khu Na Đâu, khu Tân Mỹ. 
Để đáp ứng với yêu cầu và sự phát triển của đất nước, năm 2001. khu phố Tân Mỹ được tách ra làm 2 khu phố là Tân Mỹ 1 và Tân Mỹ 2. 
Năm 2005, khu phố An Ninh được tách ra làm 2 khu phố: An Ninh, An Thịnh; khu phố Tân Lập được tách ra thành 2 khu phố: Tân Lập, Tân Hòa. 
Trước ngày 30 tháng 11 năm 2024, thị trấn gồm 8 khu phố: An Ninh, An Thịnh, Tân Mỹ I, Tân Mỹ II, Na Đâu, Cầu Mười, Tân Lập, Tân Hòa. 
Ngày 1 tháng 12 năm 2024, nhập toàn bộ diện tích tự nhiên là 6,05 km², quy mô dân số là 5.172 người của xã Sơn Hà vào thị trấn Hữu Lũng. Sau khi nhập, thị trấn Hữu Lũng có diện tích tự nhiên là 10,87 km² và quy mô dân số là 16.858 người. gồm 8 khu phố: An Ninh, An Thịnh, Tân Mỹ I, Tân Mỹ II, Na Đâu, Cầu Mười, Tân Lập, Tân Hòa và 7 thôn: Ao Đẫu, Trường Sơn, Na Hoa, Nhị Hà, En, Dốc Mới 1, Dốc Mới 2.
Ngày 27 tháng 1 năm 2025, chuyển 7 thôn thành 7 khu phố có tên tương ứng.
Ngày 16 tháng 6 năm 2025, Ủy ban Thường vụ Quốc hội ban hành Nghị quyết số 1672/NQ-UBTVQH15 về việc sắp xếp các đơn vị hành chính cấp xã của tỉnh Lạng Sơn năm 2025. Theo đó, sắp xếp toàn bộ diện tích tự nhiên, quy mô dân số của thị trấn Hữu Lũng, xã Đồng Tân và xã Hồ Sơn thành xã mới có tên gọi là xã Hữu Lũng.
Xã Hữu Lũng có 15 khu phố và 18 thôn như hiện nay.

## Hành chính
Xã Hữu Lũng gồm có 15 khu phố: An Ninh, An Thịnh, Tân Mỹ 1, Tân Mỹ 2, Na Đâu, Cầu Mười, Tân Lập, Tân Hòa, Ao Đẫu, Trường Sơn, Na Hoa, Nhị Hà, En, Dốc Mới 1, Dốc Mới 2 và 18 thôn: Đồng Lai, Bãi Vàng, Đồng Heo, Ngọc Thành, Rừng Dong, Sẩy, Kim Chòi, Làng Cần, Cóc Dỹ, Gốc Me,...